# Миллер, Рэнди
Рэнди Крайнер Миллер (англ. Randi Criner Miller, р.3 ноября 1983) — американская спортсменка борец вольного стиля, призёр Олимпийских игр и панамериканских чемпионатов.

## Биография
Родилась в 1983 году в Арлингтоне (штат Техас). В 2006 году выиграла Панамериканский чемпионат по борьбе.  В 2008 году стала бронзовым призёром Олимпийских игр в Пекине.
С 2010 года перешла в смешанные боевые искусства.